# Gilgel Gibe II Power Station
Gilgel Gibe II Power Station är ett vattenkraftverk i Etiopien. Det ligger i den centrala delen av landet, 190 km sydväst om huvudstaden Addis Abeba. Gilgel Gibe II Power Station ligger 948 meter över havet.
Terrängen runt Gilgel Gibe II Power Station är kuperad åt sydost, men åt nordväst är den bergig. Gilgel Gibe II Power Station ligger nere i en dal. Runt Gilgel Gibe II Power Station är det tätbefolkat, med 319 invånare per kvadratkilometer. Omgivningarna runt Gilgel Gibe II Power Station är huvudsakligen savann.